# Iotapa (figlia di Artavasde I)
Iotapa (43 a.C.) è stata una principessa atropatene ed una regina di Commagene.

## Biografia
Di discendenza mista media, armena e greca, suo padre era Artavasde I di Media Atropatene e sua madre la regina Atenaide. Nel 33 a.C., all'età di dieci anni, per suggellare un accordo politico venne fatta fidanzare con il principe tolemaico Alessandro Elio, il figlio di Cleopatra VII e del triumviro romano Marco Antonio, che all'epoca aveva appena sei anni.
Dopo la conquista dell'Egitto da parte di Ottaviano, Iotapa ritornò in patria presso il padre. Qualche tempo dopo al 30 a.C., Iotapa sposò un cugino da parte di madre, il re Mitridate III di Commagene, diventando quindi regina.

Attraverso questo matrimonio, Iotapa e Mitridate ebbero vari figli: la principessa Aka II, il principe ereditario e futuro re Antioco III di Commagene ed altre due principesse, entrambe chiamate Iotapa. Di queste, una andò in sposa al fratello Antioco III mentre l'altrà sposò il re siriano Sampsiceramo II di Emesa.